# Seminario

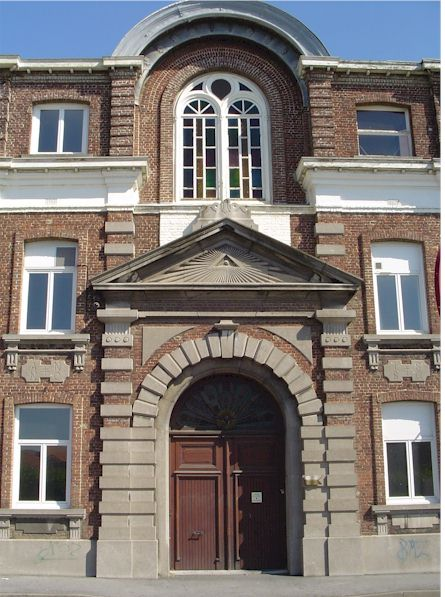
Antiguo seminario de Hazebrouck en Francia

El seminario es una casa de formación sacerdotal para jóvenes y adultos, que de manera voluntaria, y aceptados por las autoridades eclesiásticas de las que depende, inician un itinerario de formación que los conduce al ministerio. 

## Seminarios católicos

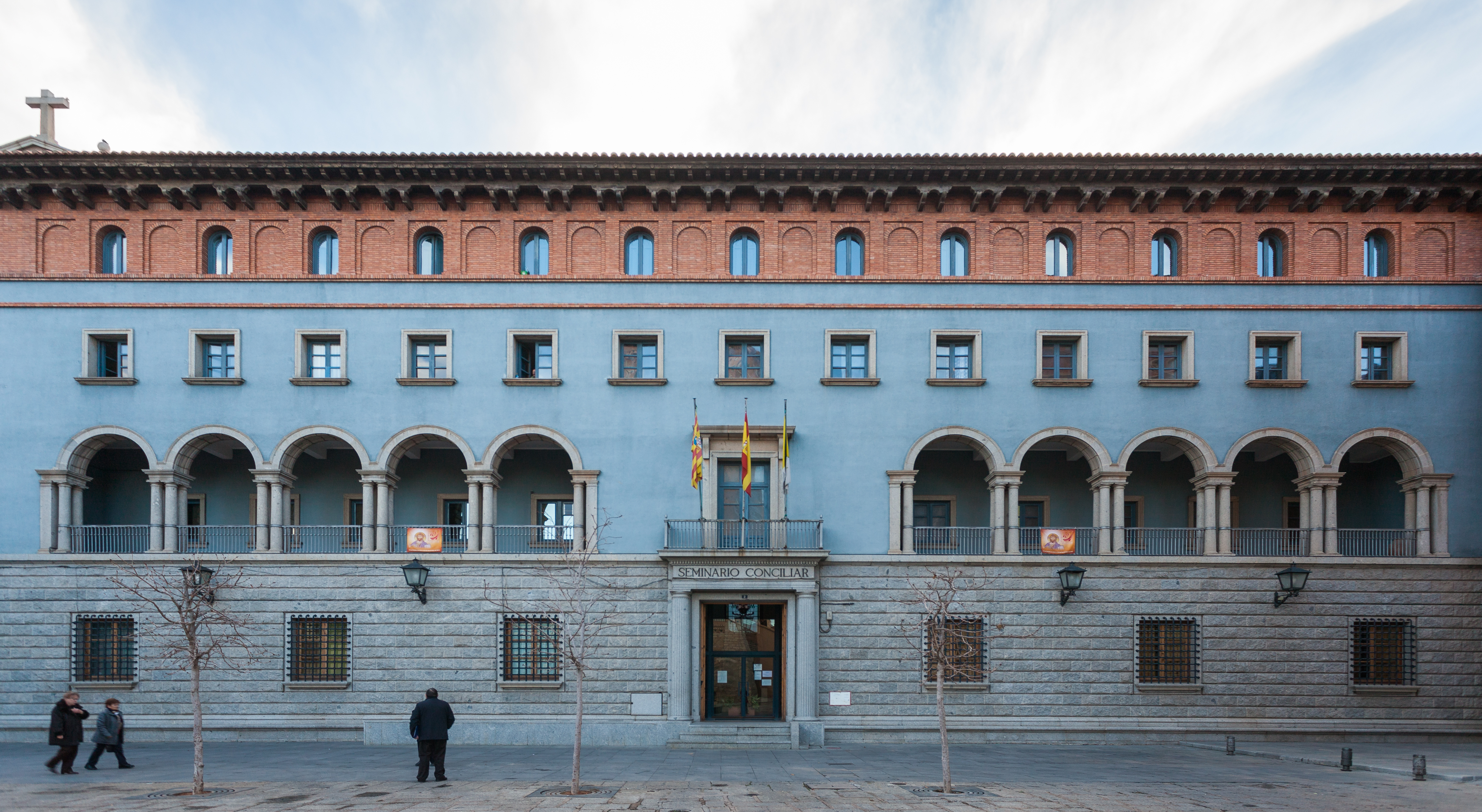
Seminario conciliar de Teruel

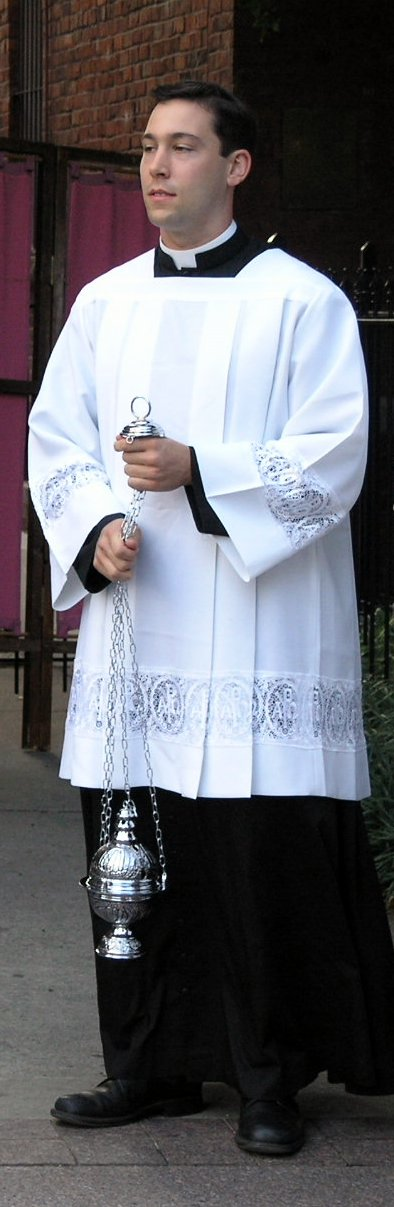
En el seminario, el candidato al sacerdocio vive una vida intensa de oración, estudios y vida litúrgica

Los seminarios sacerdotales son conocidos también como “seminario diocesano”, “seminario episcopal” y “seminario mayor”. Además existen los seminarios “interdiocesanos”, los cuales prestan servicio para diferentes diócesis de una región o país, bajo la tutela de la Conferencia Episcopal, que es la reunión nacional o regional de los obispos. Los nombres genéricos de algunos seminarios denotan su origen, como los “Seminarios conciliares” fundados a partir de las disposiciones del Concilio de Trento), los “seminarios metropolitanos o archidiocesanos” pertenecientes a una archidiócesis (escrito también “arquidiócesis”), los “seminarios patriarcales” pertenecientes a un patriarcado latino como el Patriarcado Latino de Jerusalén y los seminarios pertenecientes a órdenes religiosas, que llevan por lo general en su título el origen de su carisma (“seminario claretiano”, “seminario jesuita”, “seminario franciscano”, etc.). Los salesianos son una excepción a esta regla, ya que se suele designar a quienes allí se forman según la etapa de la extensa formación salesiana en la que se encuentran, ya sea aspirantes, prenovicios, novicios, tirocinantes y quienes cursan los años de teologado.

### Historia
El seminario más antiguo del mundo, anticipándose al Concilio de Trento es el Almo Collegio Capranica, fundado en 1497 en Roma. Aunque durante el periodo 1797-1807 interrumpió su actividad, hoy en día sigue dedicándose a la formación de futuros sacerdotes. 
En Valencia (España) encontramos otro seminario que también se anticipó al Concilio de Trento, fundado en 1550 y que nunca ha interrumpido su actividad, es el Colegio Mayor-Seminario de la Presentación de la Bienaventurada Virgen María en el Templo y Santo Tomás de Villanueva, fundado por Santo Tomás de Villanueva. Es un seminario para la formación del futuro clero de la Diócesis de Valencia.
Ya posteriormente al Concilio de Trento comienza lo que podría denominarse verdaderamente la historia de los seminarios católicos para la formación del clero.

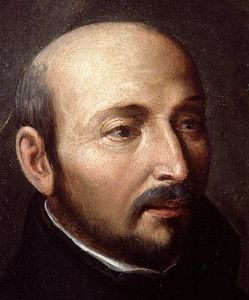
San Ignacio de Loyola, uno de los grandes promotores de la formación sacerdotal después del Concilio de Trento

La historia de los seminarios sacerdotales católicos es relativamente reciente. Estos solo tomaron forma definitiva durante la celebración del XIX Concilio Ecuménico de la Iglesia católica, conocido también como Concilio de Trento y celebrado por etapas entre 1545 y 1563. Antes del Concilio, la formación sacerdotal en lo que concierne al Clero secular no existía como tal y la ordenación de nuevos sacerdotes estaba supeditada a juegos e intereses políticos durante el Medioevo y casi reservada a las clases más poderosas en Europa. De semejante cuadro estaban excluidas las órdenes religiosas que desde los inicios del cristianismo tenían las Reglas religiosas como norma y el Noviciado como requisito indispensable.
Las reflexiones del Concilio se preocuparon de un clero que se presentaba frágil intelectual y en muchos casos moralmente ante el arremeter del Protestantismo alemán, el cual abogaba por un estudio consciente de las Escrituras. De esta manera el Concilio decreta la creación y la obligatoriedad de los seminarios sacerdotales en las diócesis, lo cual es confirmado por S.S. Pío IV (1499-1565). Se determinó entonces la edad mínima de los jóvenes candidatos, las materias de estudio y la tutoría del obispo. El Concilio de Trento reguló de manera definitiva sobre el Celibato sacerdotal y lo decretó como requisito indispensable para el candidato al sacerdocio.

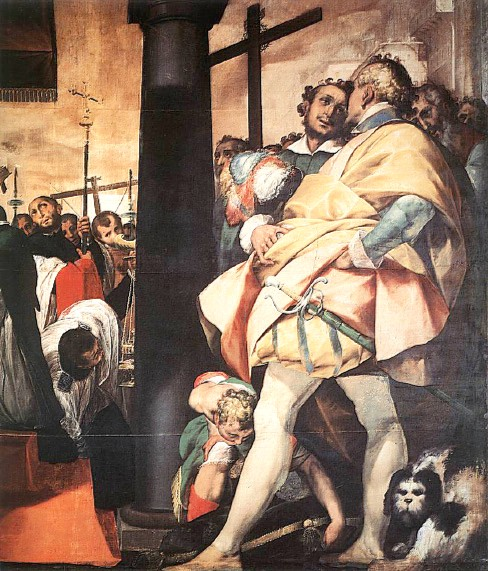
San Carlos Borroméo, el célebre arzobispo de Milán, fue de los primeros en crear seminarios en Arquidiócesis después de Trento (óleo de Crespi)

La reacción de la cristiandad en Europa no se dejó esperar: muchos obispos acogieron la nueva norma con celo y prontitud y de ellos se puede destacar San Carlos Borromeo (1538-1584), obispo de Milán, así como la promoción determinante que tuvieron las nuevas órdenes religiosas post-tridentinas: San Vicente de Paul (1581-1660) en Francia con su Congregación de la Misión o Paúles no solo se dedicó a la fundación de seminarios, sino también a la educación de jóvenes candidatos al sacerdocio y San Ignacio de Loyola (1491-1556), fundador de la Compañía de Jesús o Jesuitas, estableció al menos 200 seminarios.
En América, después de la fundación de la primera universidad en 1538 (República Dominicana), se conformaron también seminarios sacerdotales a lo largo y ancho de las colonias españolas en los principales centros coloniales como Ciudad de México, Bogotá, Santa Marta, Lima, Quito, La Habana, Caracas, Santiago de Chile, Guadalajara  y Buenos Aires.
La formación consistía en una capacitación en la conducción de la liturgia romana con todas las normas establecidas por el Concilio: el uso exclusivo de la lengua latina, un tratamiento hermenéutico de las Escrituras, la administración de sacramentos, el derecho canónico y el canto gregoriano, entre otros. Los jóvenes en formación recibían ocho órdenes:
Órdenes menores, hoy, Ministerios:
- Ostiario o portero (extinguido, excepto entre los católicos tradicionalistas)
- Lector
- Exorcista (extinguido, excepto entre los católicos tradicionalistas)
- Acólito (en algunos países, se le llama todavía Subdiácono)

Órdenes mayores:
- Subdiácono (extinguido, idem.)
- Diácono
- Presbítero
- Obispo (plenitud del orden sacerdotal. No se administra a todos los candidatos)

Dicha estructura duró hasta la celebración del Concilio Vaticano II (1962 – 1965) el cual operó una auténtica renovación de la cara de la Iglesia de frente a los nuevos tiempos. Con él Decreto sobre el ministerio y la vida sacerdotal (Presbyterorum Ordinis, 7 de diciembre de 1965) y el Decreto sobre la formación sacerdotal (Optatam totius, 28 de octubre de 1965, se reorganizaron los estudios y la formación en general de las nuevas generaciones de presbíteros. Una de las novedades fue la desaparición de las órdenes menores, sustituidas por los ministerios, que ahora son laicales (es decir, se pueden, aunque no se da mucho, instituir a varones que no se preparan para el sacerdocio y no forman parte del clero), de lector y acólito. También se dieron nuevas disposiciones litúrgicas con la Constitución sobre la Sagrada Liturgia (Sacrosanctum Concilium, 4 de diciembre de 1963) en la cual, por ejemplo, la Iglesia católica podría usar las lenguas vernáculas, es decir, el idioma local y no exclusivamente el latín.

### Propósito del seminario
Como dice el Decreto sobre el ministerio y la vida sacerdotal (Presbyterorum Ordinis, 7 de diciembre de 1965), el propósito del seminario mayor es la formación de pastores bajo el ejemplo de Jesús sacerdote y Buen Pastor.

### Organización del seminario
Un Seminario mayor, para ser regular, debe contar como mínimo con el siguiente personal siempre elegido por el obispo:
- Un rector: un sacerdote que rige la vida del seminario, vela por el cumplimiento objetivo de los estudios, hace un seguimiento concienzudo de los candidatos y presenta reportes claros al obispo.
- Un director espiritual: un sacerdote dispuesto a escuchar y a acompañar las inquietudes de los estudiantes.
- Un confesor: un sacerdote dispuesto a ejercer el sacramento de la Confesión.

Además suele haber Prefecto de estudios, Secretario de estudios, Vicerrector, Ecónomo, Prefecto de disciplina y Bibliotecario.

### Estudios

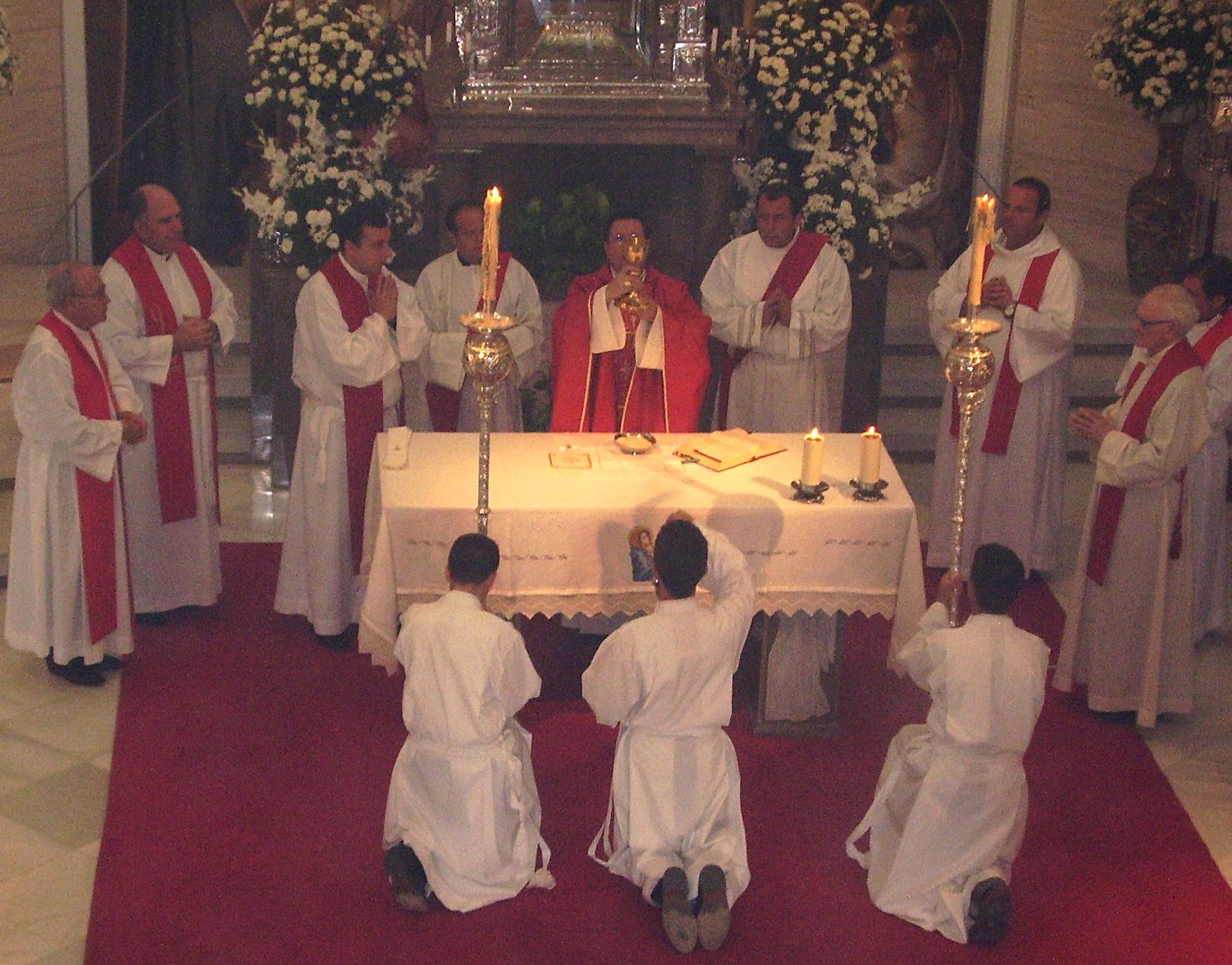
Seminario mayor de Asidonia-Jerez

Los estudios en el Seminario mayor se dividen en filosóficos (bienio o trienio depende de las disposiciones del obispo) y teológicos (cuatrienio), los cuales deben comprender al menos un sexenio completo; en ocasiones también se encuentra un año de Propedéutico, un año de pastoral (donde el seminarista vive, a modo de práctica, durante un año en alguna parroquia de la diócesis o en zona de misión) y un año de diaconado (similar al año de pastoral), todo esto de acuerdo con las disposiciones del obispo. Muchos seminarios se integran con las universidades de la ciudad en la que están, mucho más si son universidades católicas o pertenecientes a la Iglesia y en muchos casos los seminarios están integrados dentro de las mismas universidades católicas.
Los seminarios, dada su identidad de centro de educación, se convierten además en centros del conocimiento y espacios de la discusión intelectual que suele influir en la región en el que se encuentran. En muchas ocasiones los laicos son permitidos y motivados a participar de las actividades académicas de un seminario, dado que también ellos pueden especializarse en Filosofía eclesiástica o Teología. Por otro lado, los seminarios generan naturalmente otra riqueza intelectual: las bibliotecas que, aunque especializadas en filosofía eclesiástica y teología, guardan por lo general secciones de materias como psicología, sociología, antropología, literatura, oratoria, comunicaciones y otras materias relacionadas con la formación del seminarista.
El programa de estudios suele incluir Ontología, Psicología Metafísica, Psicología experimental, Lógica, Crítica, Teodicea, Ética, Teología fundamental, Biblia, Historia de la Iglesia, Derecho canónico, Teología moral, Liturgia, Música, Cristología, Metodología, Teología Dogmática, Informática, diversos idiomas (donde destacan: Latín, Griego Antiguo, Hebreo Bíblico o Antiguo, Italiano, Francés e Inglés), entre otras asignaturas.

### Órdenes religiosas

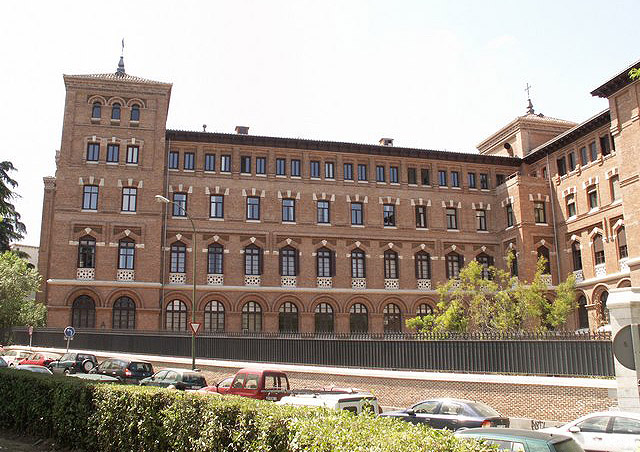
Seminario Conciliar de Madrid (España)

En la Iglesia católica suelen pertenecer jurídicamente a la diócesis bajo la autoridad del obispo. En adición a esto, algunas iglesias particulares que poseen este sistema de formación sacerdotal, cuentan también con la forma de “seminario menor” que no es otra cosa que un colegio que puede ir desde la educación básica a la secundaria para menores de edad, bajo la tutela de la diócesis con proyección sacerdotal.
Las órdenes religiosas católicas clericales o mixtas (cuando se habla de mixto se refiere a institutos compuestos por sacerdotes y hermanos), cumplen los mismos requisitos para la formación sacerdotal de sus miembros. Para ello las órdenes religiosas:
- Pueden enviar a sus propios estudiantes a seminarios diocesanos.
- Pueden establecer en acuerdo con el obispo la fundación de sus propios seminarios que requieren de una aprobación canónica.

Con frecuencia los seminarios religiosos prestan servicios de formación sacerdotal a las diócesis en las que se encuentran si la necesidad lo requiere. Los seminarios religiosos reconocen la autoridad del obispo, quien es el único pastor de la Iglesia local, pero la pertenencia al instituto religioso hace del seminario una entidad bajo la responsabilidad de los superiores pertinentes del Instituto. Si el obispo es la última palabra en la fundación de cualquier seminario, diocesano o religioso, él es también la última palabra en cuanto a casos serios de disciplina o de actividades pastorales.
Muchos institutos y órdenes religiosos en la Iglesia católica se han destacado por la excelencia formativa de sus sacerdotes y los servicios prestados a la misma Iglesia. De los muchos institutos se pueden destacar los jesuitas, vicentinos, salesianos, claretianos, redentoristas, dominicos y franciscanos.
En cuanto a las Órdenes monásticas cuya regla contempla el sacerdocio, la formación del monje hacia el ministerio se da dentro del mismo convento bajo la vigilancia del superior y en cumplimiento de los requerimientos de la Iglesia.
Los seminarios menores son centros educativos creados para la educación de los varones menores de edad, que están considerando consagrarse a Dios en el sacerdocio. El seminario menor es un centro de educación secundaria que, además, cumple los requisitos académicos de toda escuela oficial, pero su orientación se integra hacia el camino vocacional ministerial.
Por este motivo, la formación que reciben sus alumnos no se reduce a los contenidos académicos, sino que quiere contribuir a que estos jóvenes sean sujetos idóneos para el sacramento del Orden. Por este motivo, se cuida su crecimiento humano y espiritual, la madurez psicológica, etc.
El estilo de los seminarios menores ha variado en el curso de la historia. La exhortación apostólica postsinodal Pastores Dabo Vobis de Juan Pablo II (año 1992) estableció el marco en el que debe comprenderse en la actualidad el seminario menor:

La Iglesia, con la institución de los seminarios menores, toma bajo su especial cuidado, discerniendo y acompañando, estos brotes de vocación sembrados en los corazones de los muchachos. En varias partes del mundo estos seminarios continúan desarrollando una preciosa labor educativa, dirigida a custodiar y desarrollar los brotes de vocación sacerdotal, para que los alumnos la puedan reconocer más fácilmente y se hagan más capaces de corresponder a ella. Su propuesta educativa tiende a favorecer oportuna y gradualmente aquella formación humana, cultural y espiritual que llevará al joven a iniciar el camino en el seminario mayor con una base adecuada y sólida
Pastores Dabo Vobis (1992, de Juan Pablo II), 63

En España permanecen abiertos en la actualidad 51 seminarios menores. El seminario menor con más alumnos de España es, en este momento, el de la Diócesis de Getafe, que se encuentra en Rozas de Puerto Real, Madrid.

### Los seminarios ante la crisis vocacional

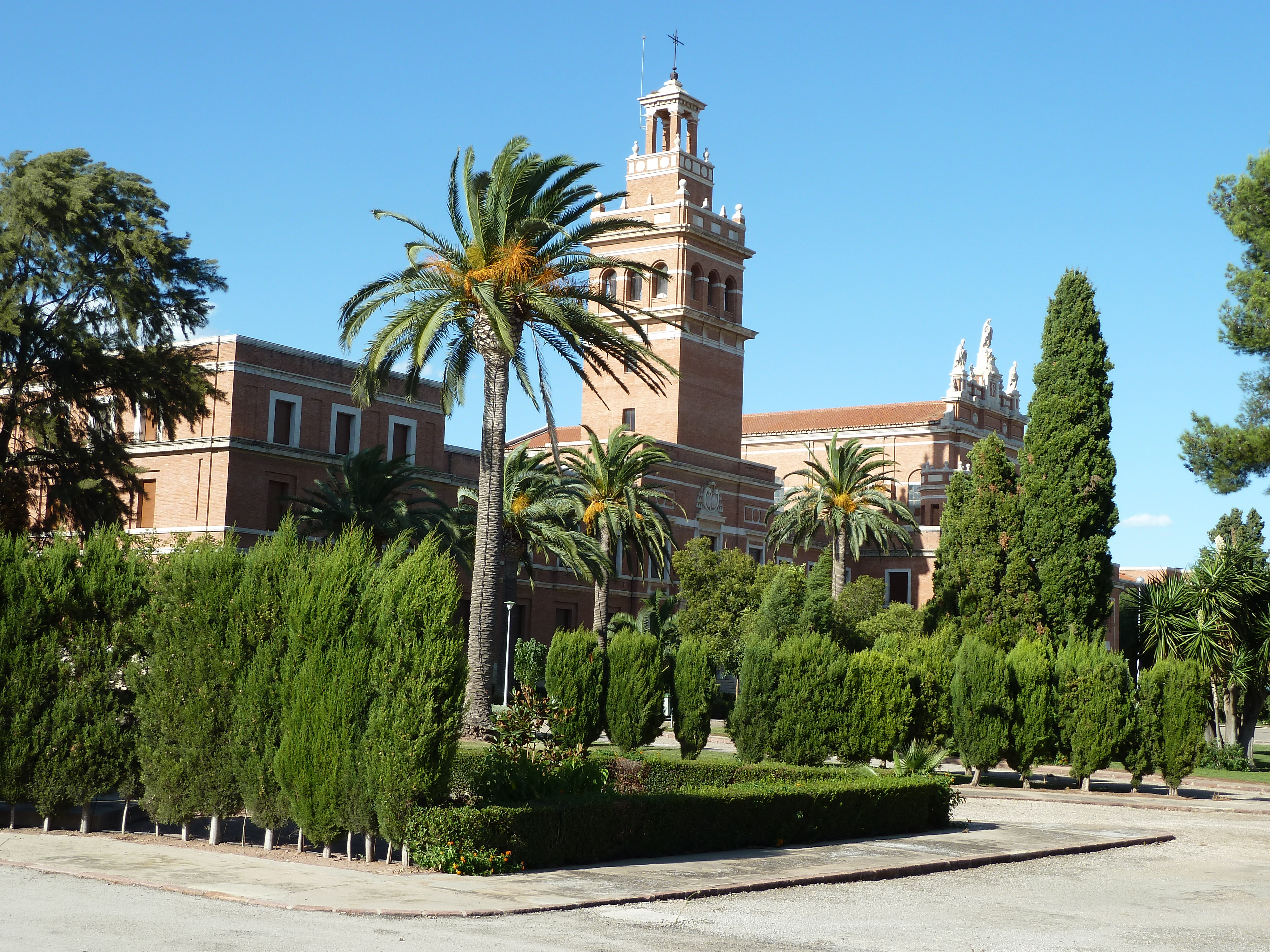
Seminario Metropolitano de Valencia

El Concilio Vaticano II marcó una renovación radical de la Iglesia católica y con él se creó una sacudida que generó un descenso en el número de candidatos al sacerdocio en todo el mundo católico. Pero las causas son más complejas. Ellas se deben buscar también en el proceso de secularización que se gestó durante todo el siglo XX, la separación de la Iglesia y el Estado en muchas naciones católicas, la moderna globalización de la economía y otros fenómenos que hicieron que en pocas décadas seminarios que antes tenían una cantidad considerable de estudiantes, estén en la actualidad casi vacíos. Esta situación se presenta de manera relevante sobre todo en Europa, Estados Unidos, Canadá y Australia en donde el impacto secularización-globalización ha sido mayor y en donde el envejecimiento de la población dada la dramática reducción de la familia (un hijo), desmotivan la vocación sacerdotal. En Irlanda, para dar un caso, bastión tradicional internacional del catolicismo, se ordenaron solo tres sacerdotes en todo el país durante 2004. En España e Italia afectadas por la crisis vocacional europea, se resaltan sin embargo el surgimiento de nuevos movimientos religiosos que han contribuido enormemente a la animación vocacional. En Estados Unidos las vocaciones vienen actualmente de los grupos de inmigrantes, especialmente latinoamericanos e incluso asiáticos. Aunque el impacto determinó de igual manera una baja substancial de estadísticas en Latinoamérica, esta región presenta un comportamiento mucho más superior que Europa en número de vocaciones, constituyéndose además como la primera región católica del mundo. Sin embargo el efecto negativo similar al europeo se puede observar en diócesis argentinas, chilenas y uruguayas especialmente, mientras es constante o en progreso en diócesis mexicanas, centroamericanas, colombianas y cubanas, especialmente. Por otro lado, un dato sorprendente lo presentan territorios de misión como India y el Lejano Oriente (China, Filipinas, Vietnam, Timor Oriental), en donde aumenta el número de jóvenes dispuestos al sacerdocio, provenientes de pueblos de mayoría no cristiana.

### Candidatos al seminario católico latino
Por lo general cada Conferencia Episcopal elabora su propia norma de formación sacerdotal con base en el Magisterio de la Iglesia y en las condiciones socioculturales de la región o país. Pero como norma universal y para que un fiel católico pueda ser admitido a un seminario mayor debe cumplir al menos los siguientes requisitos:
- Solo los varones pueden solicitar ser admitidos.
- Tener recta intención hacia el sacerdocio.
- Solicitarlo de manera completamente voluntaria, sin ninguna coerción ni mucho menos obligado por la fuerza.
- Capacidad moral, espiritual e intelectual.
- Buena salud física y psicológica.
- Disponibilidad hacia el celibato, es decir, debe estar soltero y de ser posible no tener novia.
- Ser católico con los siguientes sacramentos cumplidos: bautismo, confesión, comunión y confirmación.
- Estar dispuesto a llevar una vida intensa de estudios, oración, ayuno y vida litúrgica.

## Seminarios evangélicos

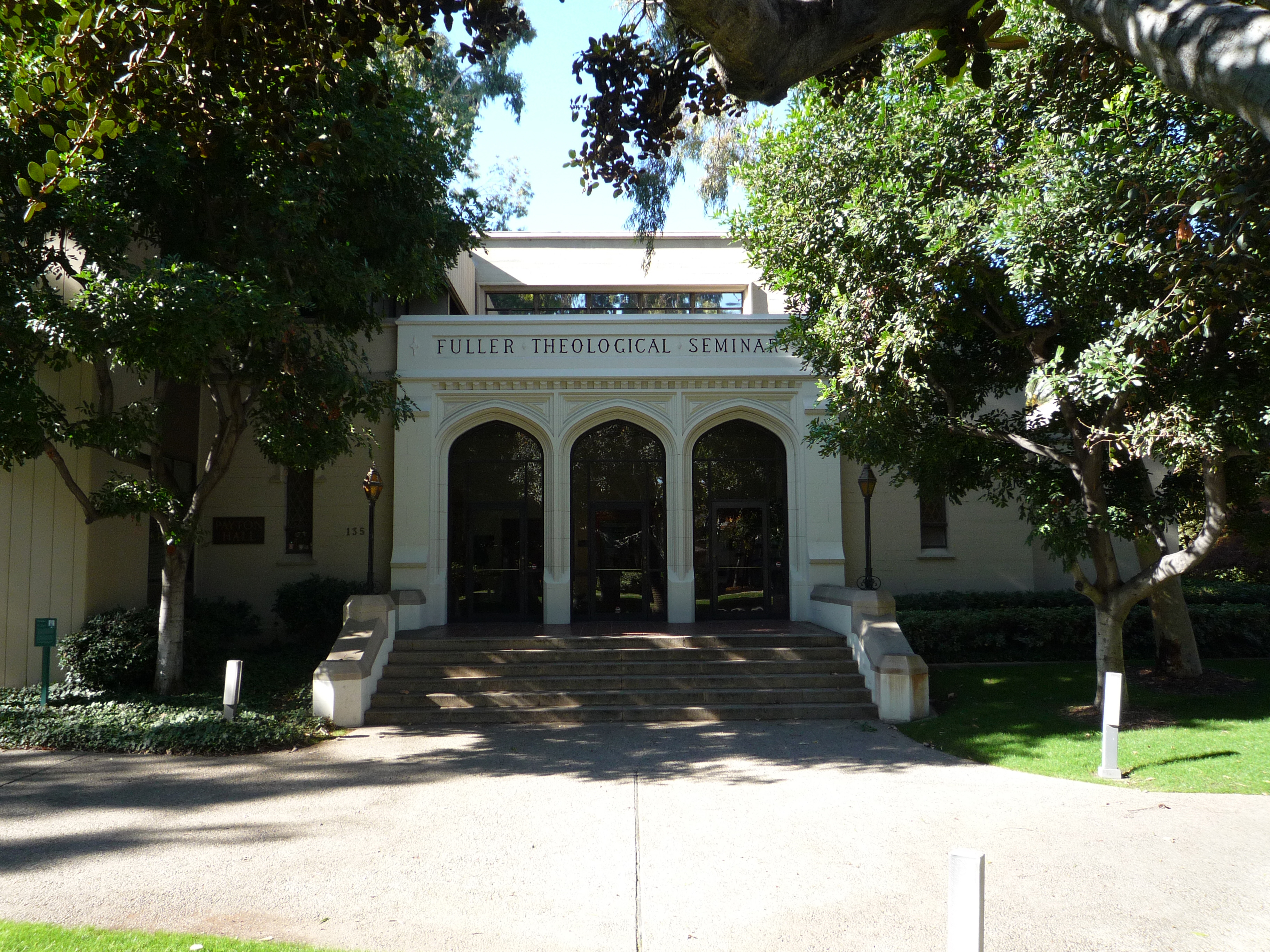
Seminario Teológico Fuller, en Pasadena, California, Estados Unidos.

El Consejo Internacional para la Educación Teológica Evangélica fue fundada en 1980 por la Comisión Teológica de la Alianza Evangélica Mundial. En 2015, tendría 1000 escuelas miembros en 113 países.